# Пшеребский, Винцентий
Винцентий Пшеребский (около 1450 — 20 сентября 1513, Влоцлавек) — римско-католический и государственный деятель, секретарь королевский, подканцлер коронный (1497—1499), епископ плоцкий (1498—1504) и куявский (1504—1513).

## Биография
Представитель польского шляхетского рода Пшеребских герба «Новина».
Он был писарем королевским, схоластиком ленчицким. В 1478 году стал канонником краковским, с 1488 года — гнезненским. 2 октября 1487 года был назначен секретарем королевским.
6 марта 1497 года Винцентий Пшеребский был назначен подканцлером коронным. Редактировал ряд важных международных договоров, в частности, тексты польско-венгерского соглашения в отношении Молдавии в 1498 и 1499 годах. В 1499 году он отказался от печати подканцлера и занялся административной работой в Плоцкой епархии. Провёл три провинциальных синода: в 1499, 1501 и 1503 годах в Плоцке.
В 1503 году Винцентий Пшеребский был назначен епископом куявским. В новой епархии провел два провинциальных синода: в 1508 году во Влоцлавеке и в 1511 году в Быдгоще. Неоднократно был представителем польских королей на сеймах прусских станов.
Во время коронации Сигизмунда Старого 14 марта 1507 года Винцетний Пшеребский ввязался в спор с епископом познанским Яном Любранским за место по правой стороне от монарха.